# John Harvey Kellogg
John Harvey Kellogg (26. února 1852 – 14. prosince 1943) byl americký lékař, odborník na výživu, vynálezce, bojovník proti masturbaci a podnikatel. Zároveň byl lídrem progresivní reformy přístupu ke zdraví.

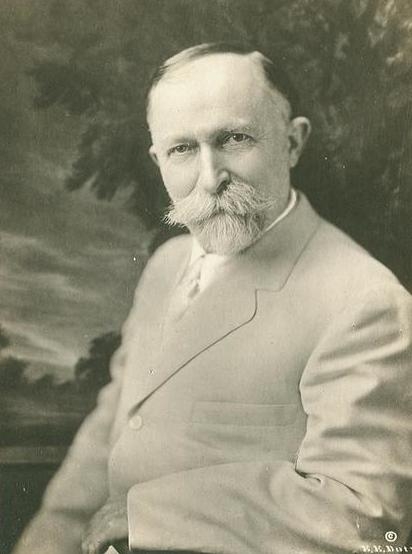
John Harvey Kellogg, 1915

John Harvey Kellogg byl ředitelem sanatoria založeného členy církve Adventistů sedmého dne ve městě Battle Creek v Michiganu. V sanatoriu kombinoval lázně, vodoléčebnu, nemocnici a hotel. Přijímal k léčbě všechny, ať už si mohli dovolit zaplatit za jeho služby, nebo ne. Byl zastáncem teorie o embryonálních nemocech a podporoval názor, že přítomnost bakterií ve střevech souvisí se zdravím a nemocemi. Proto ve svém sanatoriu nejenže podporoval vegetariánství, ale také klystýry. Roku 1895 pomáhal založit Lékařskou misionářskou vysokou školu. Ta fungovala samostatně do roku 1910, kdy se sloučila se Státní univerzitou Illinois. Neshody s ostatními členy církve vedly k velkému vnitřnímu rozkolu této společnosti a Kellogg byl v roce 1907 označen za jejího nepřítele, i nadále však zůstal ředitelem sanatoria a byl jím až do své smrti.
Napsal dvě rozsáhlé knihy o zdraví a vědě.
Jeho přístup k „biologickému životu“ kombinoval vědecké znalosti s adventistickou vírou. Podporoval reformu přístupu ke zdraví, střídmost a sexuální abstinenci. Na základě toho se aktivně podílel na vývoji anafrodiziak (látek snižujících sexuální libido).
Mnoho vegetariánských jídel, která Kellogg vyvinul a nabídl svým pacientům, se začalo veřejně prodávat. Kelloggův nejznámější objev jsou snídaňové obilné vločky, původně zamýšlené jako anafrodiziaka; vyvíjel je společně se svým bratrem Willem Keithem Kelloggem.

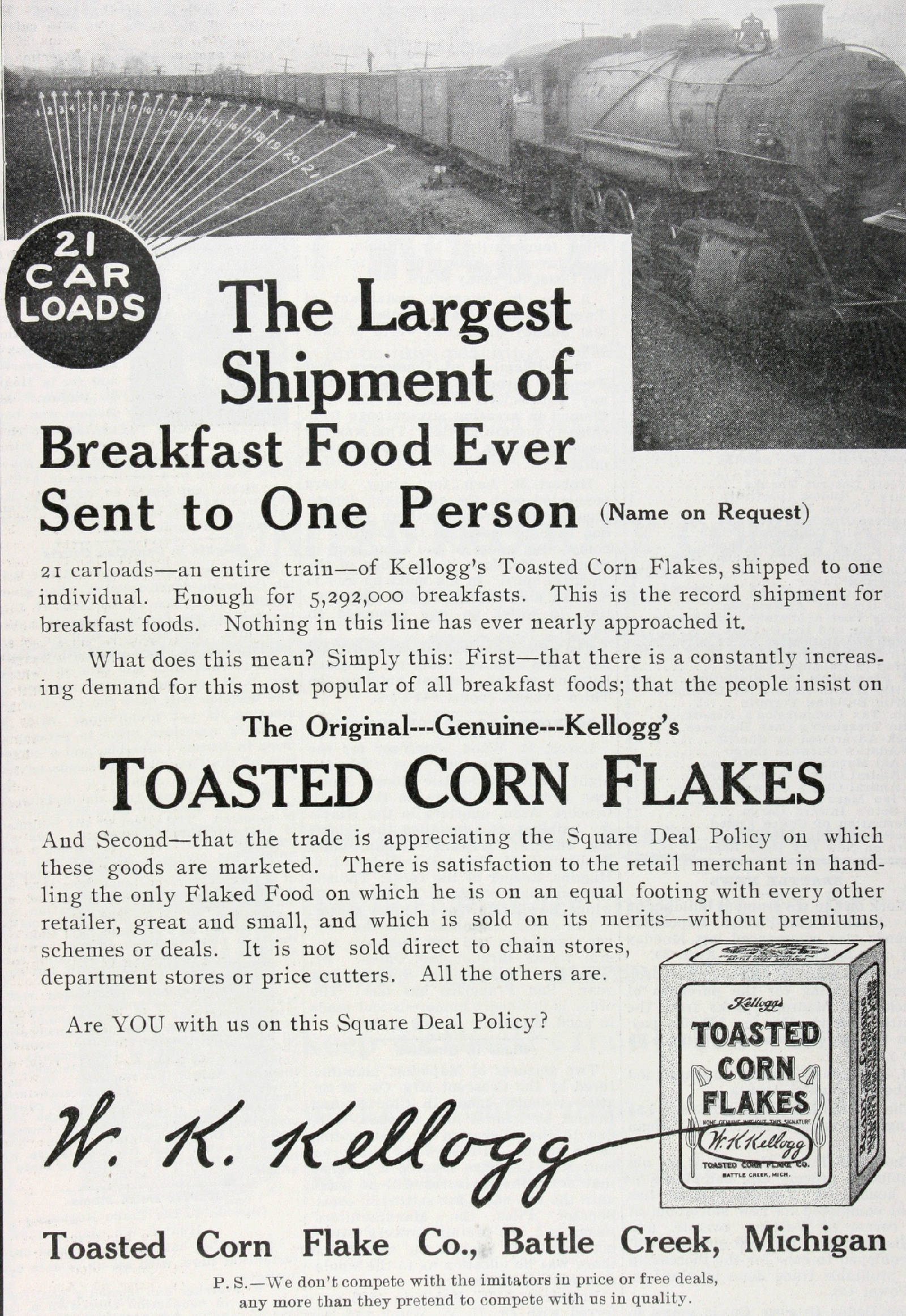
Reklama na Kelloggovy vločky z roku 1909

## Osobní život
John Harvey Kellogg se narodil ve městě Tyrone v Michiganu v černošské čtvrti 26. února 1852 do rodiny Johna Prestona Kellogga (1806–1881), který pocházel z Massachusetts, a jeho druhé manželky Ann Janette Stanleyové (1824–1893).Kromě šesti dětí z prvního manželství měl John Preston Kellogg ještě 11 dětí se svou druhou ženou, mezi nimi právě Johna a jeho mladšího bratra Willa Keitha, se kterým John později často spolupracoval.
Rodiče věřili, že se blíží druhý příchod Krista, a že formální vzdělávání jejich dětí je proto zbytečné. John Harvey Kellogg, který v dětství často stonal, chodil do školy ve městě Battle Creek pouze krátce, od 9 do 11 let, dále se vzdělával jako samouk. Od 12 let pracoval v redakci jednoho časopisu.Pomáhal sestavovat články o zdraví, seznámil se s teoriemi Ellen G. Whiteové a stal se na základě několika propagačních článků vegetariánem.
John Harvey Kellogg se stal během, života členem několika revivalistických hnutí, včetně baptistů, kongregacionistické církve a církve Adventistů sedmého dne. Několik let také vlastnil továrnu na košťata.
Kellogg doufal, že se stane učitelem, a ve věku 16 let vyučoval na okresní školu ve městě Hastings. Když mu bylo dvacet, zapsal se do vzdělávacího kurzu pro učitele nabízeného Michiganskou státní školou. Otec byl ale silně proti a přesvědčil ho, aby se raději připojil ke svému nevlastnímu bratrovi Merrittovi ve studiu lékařského kurzu v New Jersey. Po kurzu nastoupil John Harvey Kellogg na lékařskou školu a promoval v roce 1875, v říjnu následujícího roku se stal ředitelem Západní instituce pro reformu zdraví a zdravotnictví a v roce 1877 ji přejmenoval na Lékařsko-chirirgické sanatorium. Pojem sanatorium zvolil záměrně, aby mohl přímo testovat své teorie o důležitosti hygieny a vyvážené stravy na zdraví člověka.
John Harvey Kellogg se 22. února 1879 oženil s Ellou Ervillou Eatonovou (1853–1920), zastával však adventistické názory o prospěšnosti celibátu. Pár měl oddělené ložnice a z manželství se nenarodilo žádné dítě, nicméně se pár stal adoptivními rodiči 7 dětí ( Agnes Grace, Elizabeth, John William, Ivaline Maud, Paul Alfred, Robert Mofatt a Newell Carey) a dalších 42 měli v pěstounské péči. 
V roce 1937 obdržel čestný doktorský titul doktora.
Zemřel 14. prosince 1943 ve městě Battle Creek v Michiganu a byl pohřben na zdejším hřbitově Oak Hill, stejně jako jeho rodiče, bratr Wille a přátelé James White a Ellen G. Whiteová.

## Pohled na zdraví

### Biologický život
Syntetizováním adventistické víry a vědeckých poznatků vystavěl svou myšlenku „biologického života“. Šlo o názor, že k udržení zdravého těla, mysli i duše je zapotřebí vhodná strava, cvičení a rekreace na čerstvém vzduchu. Podle této víry se pak řídil ve svém sanatoriu a pacientům podával vegetariánská jídla a 8 až 10 sklenic vody denně. Zároveň varoval před alkoholem a tabákem. Jeho přesvědčení, že zdravá strava člověka před vším zlým ochrání byla tak silná, že necítil potřebnost a užitečnost očkování proti neštovicím. Svou filozofii sepsal do sedmidílné učebnice pro adventistické a vysoké školy. Z praktického hlediska se jeho správný biologický život velmi podporoval metodám křesťanských fyziologů, kteří vyžadovali sexuální zdrženlivost, naprosté odmítání drog a alkoholu a dodržování vegetariánství.

### Tabák
John Harvey Kellogg byl aktivním členem kampaně zaměřené proti konzumaci tabáku a věřil, že kouření nejen že způsobuje fyzické poškození těla, ale i patologické jevy, nutriční kolaps a morální a ekonomický úpadek společnosti. Tabák podle něj byl „jednou z nejjedovatějších, botanikům známých rostlin“. Tato víra byla do značné míry v souladu s názorem adventistů.
Ve své knize Tabák aneb Jak tabák zabíjí z roku 1922 citoval mnoho studií o negativních dopadech kouření a připisoval průměrný vyšší věk úmrtí žen právě tomu, že ženy kouřily mnohem méně než muži.
Sloužil také jako prezident Michiganské anti-cigaretové společnosti, kam patřil i Henry Ford, George Peabody a John Burroughs. Po první světové válce tato společnost vytvořila první vzdělávací film proti kouření. V roce 1929 se snažil s pomocí senátora Reeda Smoota prosadit zákon, který by tabák zařadil do stejné kategorie drog, ale neuspěl.

### Alkohol
Ačkoli alkoholické nápoje byly lékařskou komunitou běžně používány jako stimulanty v době, kdy John Harvey Kellogg zahájil svou lékařskou praxi, byl později v opozici vůči této metodě. Stavěl se proti převládající představě, že alkohol má povzbuzující účinky. Věřil, že alkohol nemůže být stimulant, protože snižuje životní aktivitu. Když viděl, jaké účinky alkohol má na rostliny a zvířata, cítil, že alkohol je jed. Všiml si také škodlivých účinků alkoholu na mozek, trávicí systém a játra. A krom fyzických neduhů způsoboval podle něj navíc alkohol, ten "nejškodlivější ďáblův jed", "morální bankrot", bez ohledu na objem, v jakém byl požit.
Mimo alkoholických nápojů stavěl John Harvey Kellogg na seznam škodlivin i kávu a některé čaje, kvůli obsahu kofeinu.
Zastával názor, že „příroda dodává čistou vodu a širokou škálu ovocných šťáv a zdravých, neškodných chutí, které jsou dostačující k uspokojení všech lidských potřeb.“
Spoustu času strávil John Harvey Kellogg přípravou grafů a přednášek o škodlivosti alkoholu a tabáku. Roku 1878 spolu s Ellen G. Whiteovou, zakladatelkou adventistů Sedmého dne, založil Americkou asociaci zdraví a střídmosti, jejímž cílem bylo odhalit dalekosáhlá nebezpečí, která skrýval tabák, alkohol, čaj a káva. Organizace existovala 15 let a on byl po celou dobu jejím prezidentem.

## Pohled na sexualitu
John Harvey Kellogg varoval, že mnoho typů sexuální aktivity, včetně „excesů“, které páry provozují během manželství, je proti přírodě, a proto nesmírně nezdravé. Když uvedl v roce 1877 na trh svou první knihu obsahující seznam důvodů, proč se vyhýbat sexu, nebyl ještě ženatý. Toto první vydání mělo 356 stran. Během líbánek se svou nevěstou připsali dalších 156 a tak měla kniha ve druhém vydání roku 1879 celkem 512 stran a než zemřel, měla jeho kniha stran více než 900. Má se za to, že jeho manželství nebylo nikdy tělesně naplněno.
Coby doktor si byl vědom dopadu sexuálně přenosných nemocí, jako je třeba v té době neléčitelný syfilis. Spoustu času věnoval práci odrazující lidi od sexuální aktivity ve jménu jejich bezpečí.
Líbily se mu názory Ellen G. Whiteové a Sylvestera Grahama. Graham, který stál za zrodem grahamových chlebíčků, se zasazoval o to, že „vyváženou stravou lze zbavit člověka všech neduhů včetně škodlivé masturbace“ a že zdravé jídlo může snižovat libido. John Harvey Kellogg proto ve svém sanatoriu servíroval pacientům pouze dvě lehká jídla denně, aby snížil jejich sexuální potřeby. Pro lidi, kteří přesto zažívali pokušení, doporučoval omezit i pití a vůbec nejíst maso.

### Válka s vášní
Tvrdil, že ani mor, válka nebo neštovice nepřinesly výsledky pro lidstvo tak katastrofální jako zvyk onanovat. Měl za to, že onanie, kterou označoval za sebezneužívání, způsobuje rakovinu dělohy, nemoci močových cest, impotenci, epilepsii a šílenství. Podle něj masturbace neničila jen fyzické a psychické zdraví, ale také zdraví morální a sexuální vyvrcholení mohlo vést ke kompletnímu vyčerpání organismu.

### Prevence masturbace
Jako vůdce hnutí proti masturbaci propagoval extrémní opatření, aby zabránil masturbaci. Když mu bylo 37 let, sám se obřezal, a často přemlouval lidi obou pohlaví k sebezmrzačení bez anestetik, aby jim zabránil masturbovat. Taktéž byl zastáncem obřízky u malých chlapců a aplikace kyseliny karbolové na klitoris mladých žen. Rovněž doporučoval, aby se dětem svazovaly na noc ruce a jejich genitálie se zakrývaly speciálními klíckami.